# جامعة ليستر
جامعة لستر (بالإنجليزية: University of Leicester)‏ إحدى الجامعات البريطانية الرائدة، تقع في مدينة ليستر في وسط أنجلترا. احتلت في عام 2006 المركز 18 من بين أكثر من 100 جامعة بريطانية حسب تصنيف دليل التايمز لأحسن الجامعات البريطانية والمركز 24 حسب تصنيف جريدة الغارديان. وفي عام 2013 احتلت الجامعة المركز 13 حسب تصنيف الغارديان بين أكثر من 100 جامعة بريطانية.

## الموقع والطلاب
تقع الجامعة في وسط مدينة ليستر على بعد ميل فقط من مركز المدينة معظم الجامعة مكونة من حرم جامعي مستقل متلاسق ب حديقة فكتوريا الشهيرة في مدينة ليستر وأيضا مع كلية وايجوستون والملكة أليزبيث الأولى.يبلغ عدد طلاب الجامعة حوالي 18000. عشرة آلاف منهم مسجلين كدراسة منتظمة وألفين دراسة جزئية، و6000 دراسة من بعد أكثر جامعة مسجل بها عدد طلاب في بريطانيا عن طريق الدراسة من بعد عقب الجامعة المفتوحة بريطانيا.

## التاريخ
بدايات الجامعة تعود إلى عام 1919 عندماتأسست كلية ليسترشير وروتلند مبنى الكلية بالأساس كان مقدم من ثوماس فيلديجن جونسن (تاجر نسيج معروف في ليستر) ليكون صرحا لتخليد أرواح الذين قتلوا في الحرب العالمية الأولى. في عام 1921 بداء التحاق الطلاب بالكلية وفي عام 1927 أصبحت كلية جامعية حيث كان الطلاب يتقدمون للأمتحانات للحصول على الشهادات في جامعة لندن.في عام 1957 حصلت الجامعة على ميثاق ملكي وأصبحت جامعة مستقلة من حقها منح الدرجات الجامعية المختلفة.

## التقسيمات
تنقسم جامعة لسيتر إلى خمس كليات رئيسية وهي :
- كلية الطب والعلوم الحيوية
- كلية الحقوق
- كلية الاداب
- كلية العلوم
- كلية العلوم الاجتماعية

## معرض صور

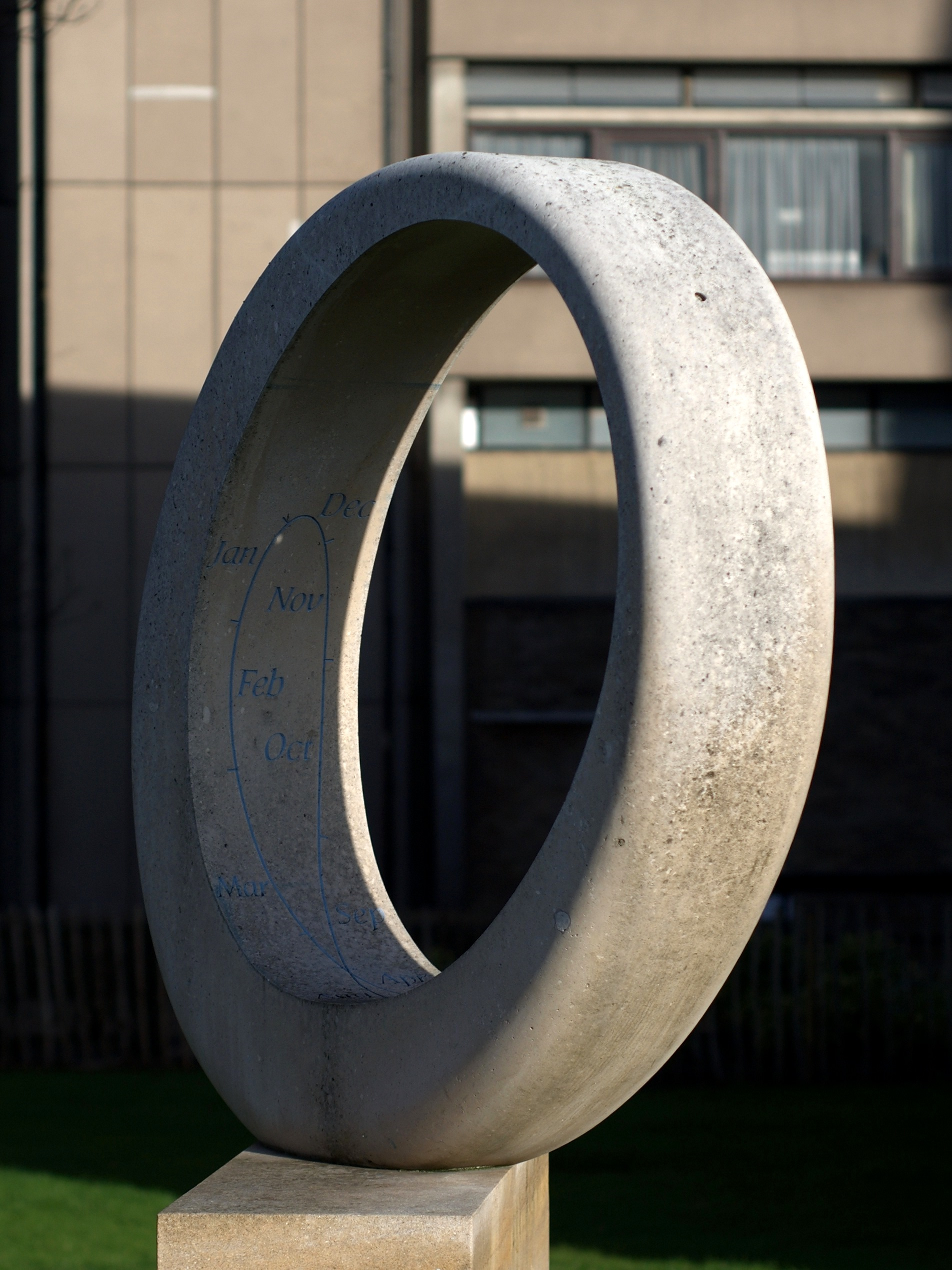
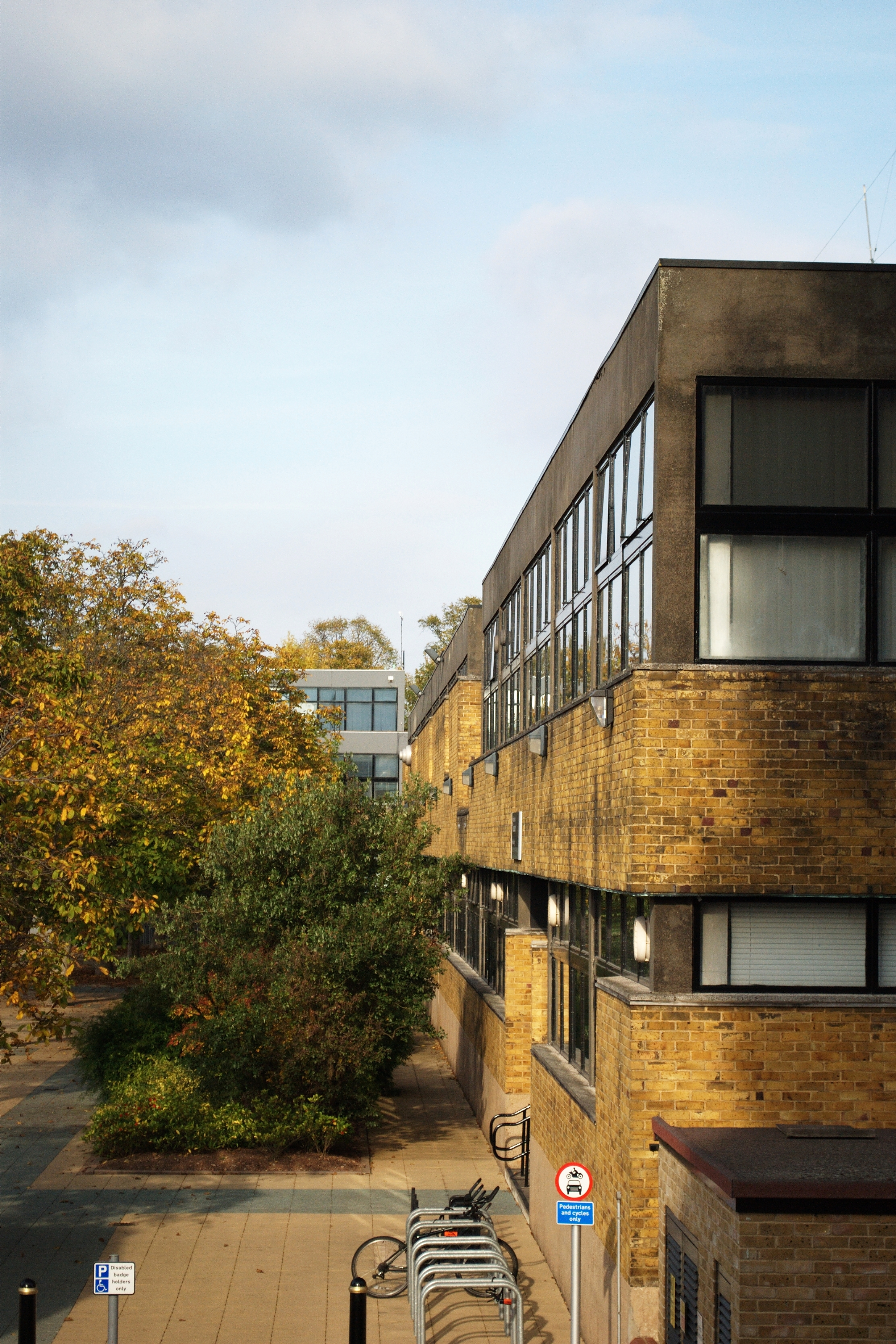
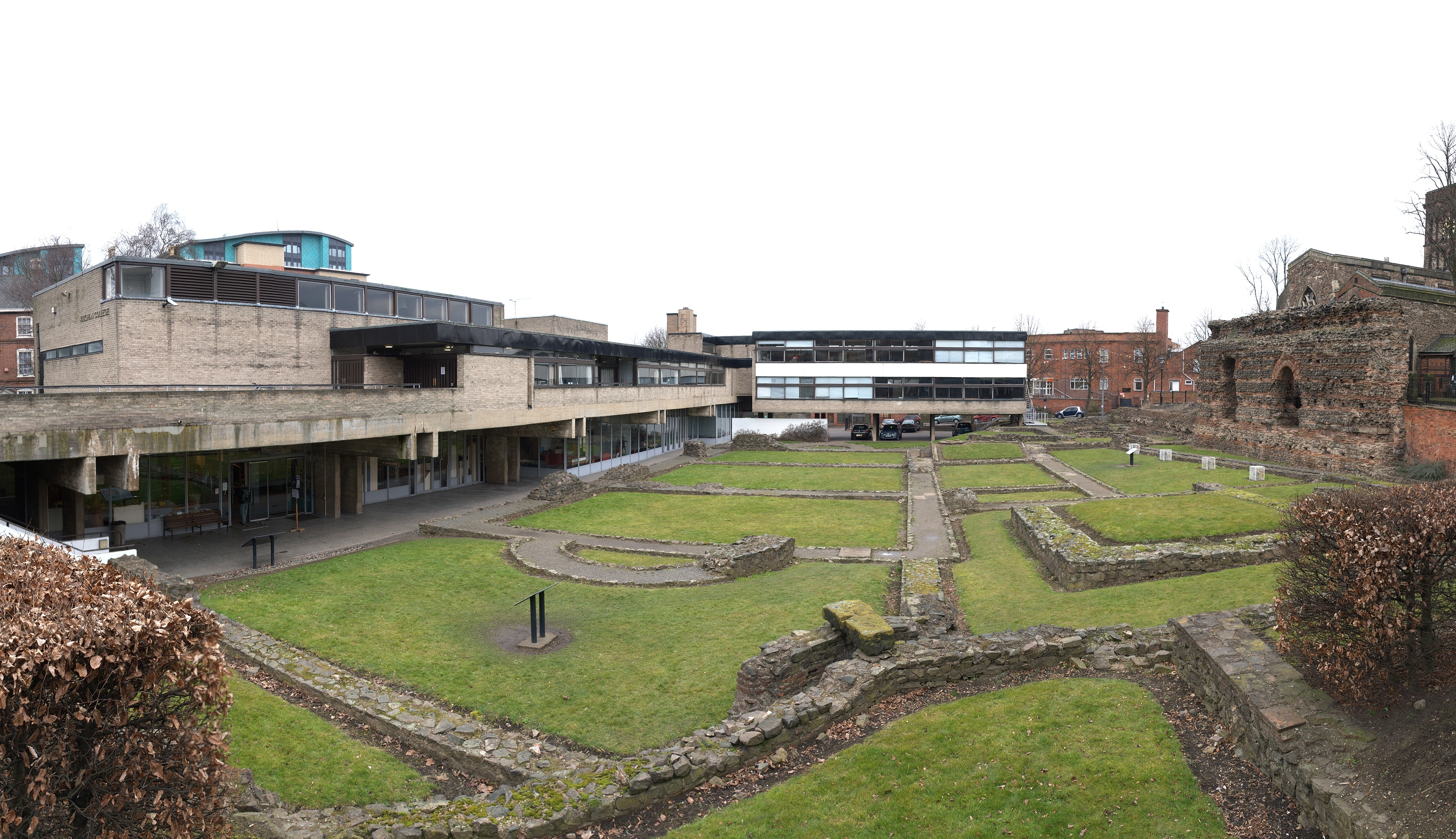
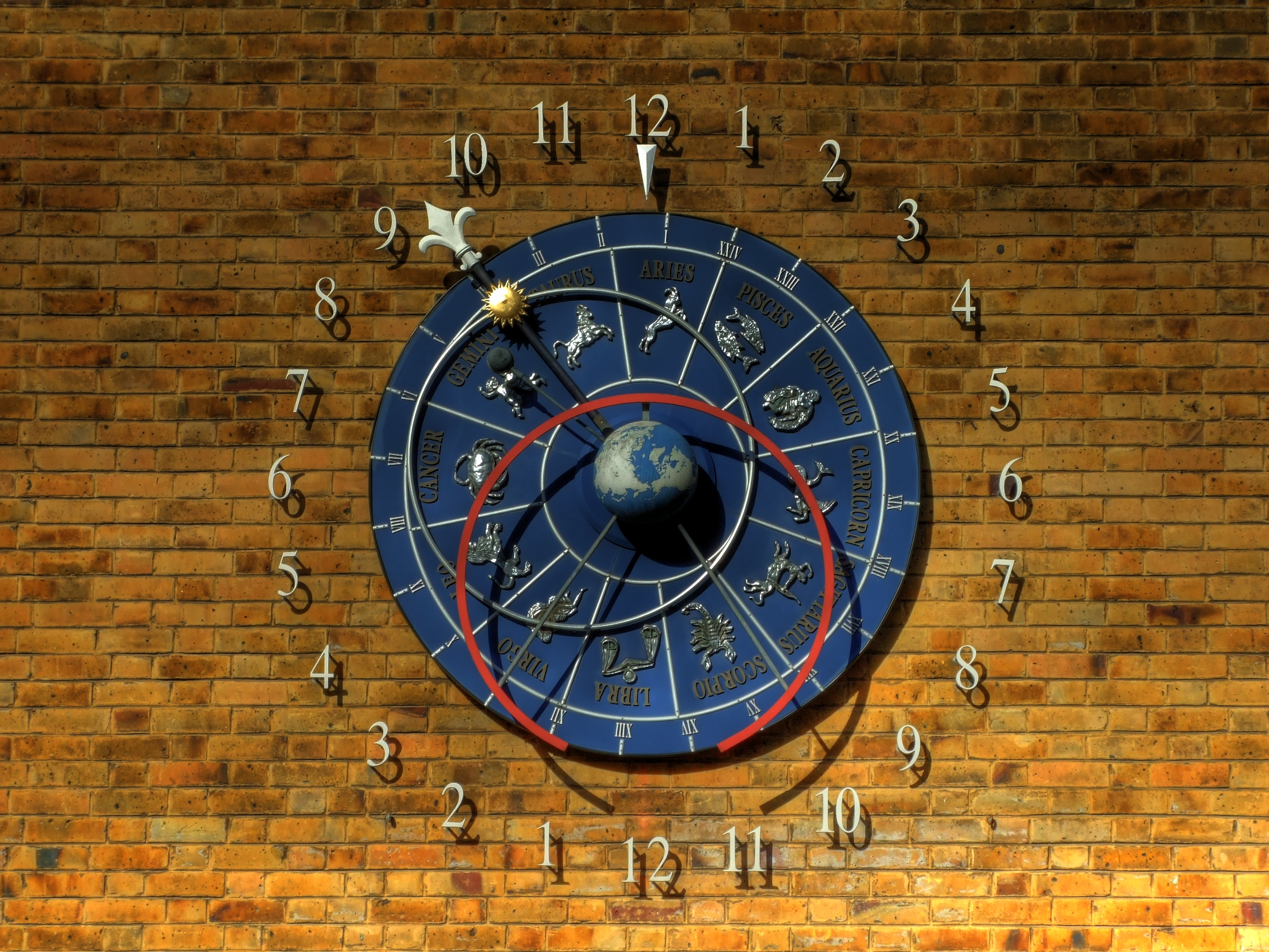
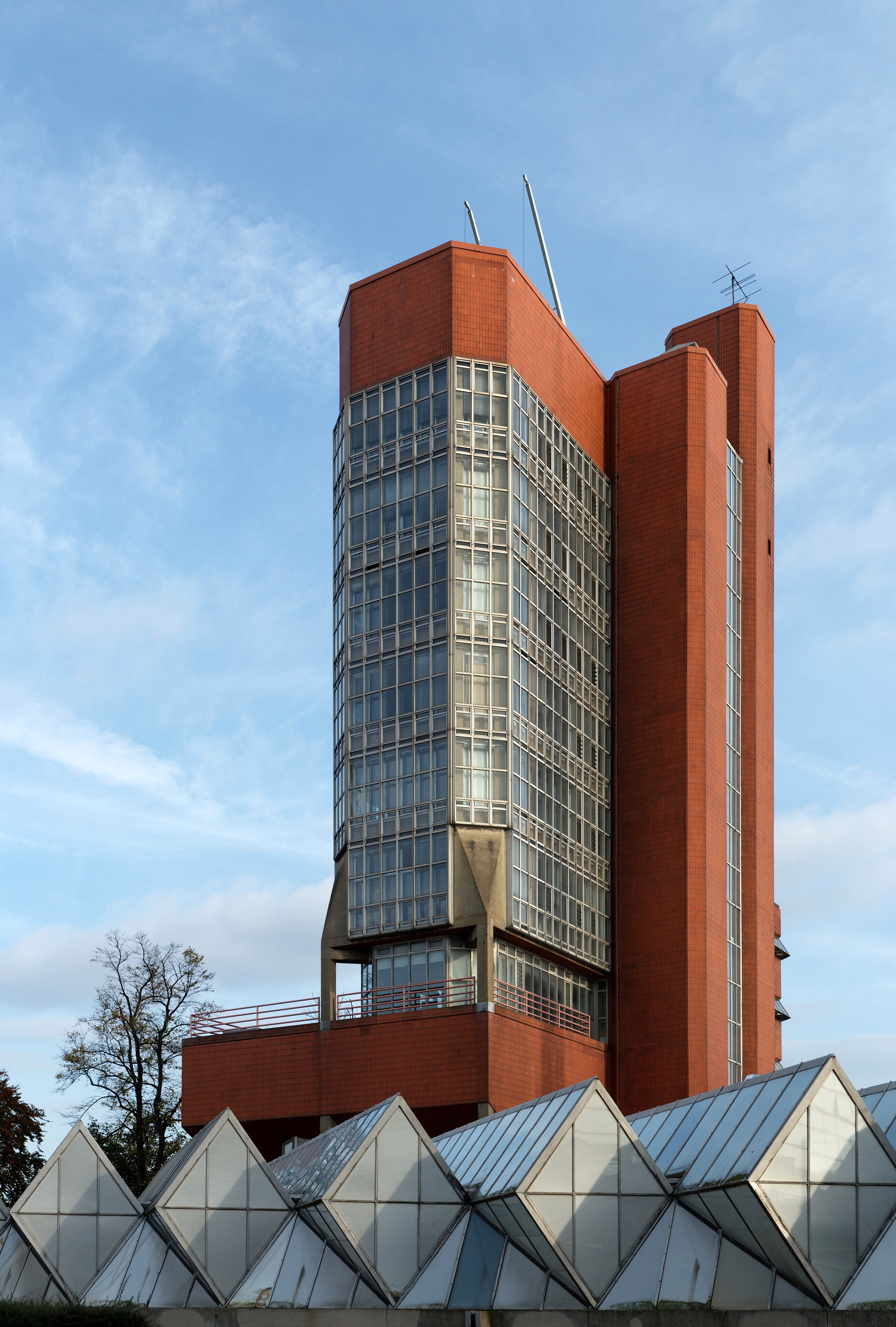

## راوابط خارجية
- الموقع الرسمي لجامعة ليستر

## انظر ايضاً
- هالة دياب